# 申智秀
申智秀（韓語：신지수，1985年10月28日—），韓國女演員、歌手。為2010年出道的三人女子組合D.Heaven成員之一。與年長4歲的音樂創作者及製作人李河伊經1年多的交往，兩人於2017年11月3日舉辦婚禮，在沒有主婚人的情況下，由體育主播鄭永檢（音）擔任婚禮主持，並由FLY TO THE SKY成員Fany為新人獻唱祝歌。

## 演出作品

### 電視劇
- 1998年：KBS《王與妃》飾演 恭惠王后
- 2000年：SBS《德》
- 2002年：KBS《孤獨》
- 2003年：KBS《玫瑰籬笆》
- 2006年：KBS《家有七公主》飾演 羅終七
- 2007年：SBS《尋找兒子三萬里》
- 2010年：SBS《濟眾院》飾演 朗浪
- 2010年：SBS《三姊妹》飾演 朴真淑
- 2011年：SBS《女人的香氣》飾演 梁喜珠
- 2012年：KBS《Big》飾演 李愛京
- 2013年：SBS《Wonderful Mama》（客串）
- 2013年：tvN《幻想巨塔》
- 2015年：KBS《蒙面檢察官》飾演 尚澤的女兒

### 電影
- 2003年：《Show Show Show》（客串）
- 2005年：《新月和夜船》
- 2010年：《鬼》
- 2013年：《HERO》
- 2013年：《紅地毯》

### MV
- 2000年：曹成模《你知道嗎》
- 2008年：徐英恩《哈哈沒關係》
- 2010年：D Heaven《像不認識一樣》

## 外部連結
- NAVER搜索